# زرد (ترانه)
«زرد» (به انگلیسی: Yellow) ترانهای از گروه آلترناتیو راک بریتانیایی کلدپلی است.تهیه‌کنندگی این آهنگ و کل آلبوم چترهای نجات به عهده کن نلسون بوده‌است. کریس مارتین خوانندگی این آهنگ را برعهده داشته است.